# トリプティク
トリプティク (Triptych) は、アメリカ合衆国産のサラブレッド。6か国を転戦してG1競走9勝を挙げたタフさと強さから「鉄の女」の異名を持つ、1980年代の名牝の一頭である。

## 戦歴
2歳時はマルセルブサック賞 (G1) を制するなど3戦2勝。
3歳時は1000ギニー、アイリッシュ1000ギニートライアル、アイリッシュ2000ギニー、アイリッシュ1000ギニーと4連闘したのち、オークスとアイリッシュダービーを使うという、無茶ともいえるローテーションを敢行した。アイリッシュ1000ギニートライアル、アイリッシュ2000ギニーを連勝、オークスも2着と健闘するが、その後はしばらく勝てない日々が続いた。
4歳時にラクープ (G3) で久々の勝利を挙げたが、次走のエクリプスステークスではダンシングブレーヴの2着に敗れた。ダンシングブレーヴとはこのあと2度対峙することになるが、ともに3着であり、そのうちの1回は史上最高のメンバーが揃ったと言われる第65回凱旋門賞であった。凱旋門賞の2週間後、チャンピオンステークスでG1・3勝目を挙げた。
この後、アメリカのブリーダーズカップ・クラシックに挑戦し（6着）、日本の第6回ジャパンカップにも出走した（11着）。
5歳時に本格化する。5月から始動し、ガネー賞とコロネーションカップ、インターナショナルステークス、フェニックスチャンピオンステークスの4つのG1を制したほか、キングジョージ6世&クイーンエリザベスダイヤモンドステークスと凱旋門賞では3着に食い込んだ。凱旋門賞の後に出走したチャンピオンステークスでは連覇を達成した。
そして次の目標に選んだのはジャパンカップであった。来日後富士ステークス（当時はオープン特別）に出走、道中は馬群後方に位置し、直線に差し掛かるあたりでは馬群からやや離れ最後方に位置していたが、直線を向くとものの200メートルで前にいる全馬をかわし、その後も伸び続けて2着に5馬身差で圧勝した。当時の日本競馬の枠を超える異次元のレース振りは、「ワープしたようだ」と形容された。この圧倒的なレースぶりで第7回ジャパンカップでは1番人気に推された。しかし、レースは直線前をふさがれるアクシデントがあり、持ち味を発揮できずにルグロリューの4着に敗れた。
6歳時は、コロネーションカップ連覇を成し遂げたものの、やや精彩を欠くレースが続き、ブリーダーズカップ・ターフ4着を最後に現役を引退した。

## 引退後
引退後は繁殖入りし、初年度はミスタープロスペクターと種付けした。しかし、1989年5月24日、放牧中に見回りのトラックと正面衝突し、頭蓋骨骨折と出血多量で間もなく死亡した。トラックのライトに驚いたことが原因と考えられる。トリプティクは産駒を一頭も残すことができなかった。

## 血統表
父Rivermanは、プール・デッセ・デ・プーラン（フランス2000ギニー）やイスパーン賞を制すなど5勝を挙げ、母Trillionはガネー賞を勝つなどフランスとアメリカで9勝を挙げ、アメリカ芝チャンピオン、フランス古馬チャンピオンを2度獲得した名牝である。その半妹Doff the Derbyの産駒には英愛ダービーなどG1を4勝のジェネラス、オークスと愛1000ギニーを勝ったImagineの兄妹がいる。本馬の半姉Trevilla（父リファール）のひ孫に凱旋門賞連覇のトレヴがいる。
日本にも同じ牝系の競走馬、繁殖牝馬が多数輸入されており、地方所属馬としてGI・JpnI最多勝利を挙げたフリオーソ、ジェネラスの半弟で重賞2勝のオースミタイクーンなどが同じ一族の活躍馬として挙げられる。
| トリプティクの血統（ネヴァーベンド系 / Nasrullah3×4=18.75%） | トリプティクの血統（ネヴァーベンド系 / Nasrullah3×4=18.75%） | トリプティクの血統（ネヴァーベンド系 / Nasrullah3×4=18.75%） | （血統表の出典）  | （血統表の出典） |
| 父 Riverman 1969 鹿毛                                        | 父の父Never Bend 1960 鹿毛                                   | Nasrullah                                                    | Nearco            | Nearco           |
| 父 Riverman 1969 鹿毛                                        | 父の父Never Bend 1960 鹿毛                                   | Nasrullah                                                    | Mumtaz Begum      |                  |
| 父 Riverman 1969 鹿毛                                        | 父の父Never Bend 1960 鹿毛                                   | Lalun                                                        | Djeddah           | Djeddah          |
| 父 Riverman 1969 鹿毛                                        | 父の父Never Bend 1960 鹿毛                                   | Lalun                                                        | Be Faithful       |                  |
| 父 Riverman 1969 鹿毛                                        | 父の母River Lady 1963 鹿毛                                   | Prince John                                                  | Princequillo      | Princequillo     |
| 父 Riverman 1969 鹿毛                                        | 父の母River Lady 1963 鹿毛                                   | Prince John                                                  | Not Afraid        |                  |
| 父 Riverman 1969 鹿毛                                        | 父の母River Lady 1963 鹿毛                                   | Nile Lily                                                    | Roman             | Roman            |
| 父 Riverman 1969 鹿毛                                        | 父の母River Lady 1963 鹿毛                                   | Nile Lily                                                    | Azalea            |                  |
| 母 Trillion 1974 黒鹿毛                                      | 母の父Hail to Reason 1958 黒鹿毛                             | Turn-to                                                      | Royal Charger     | Royal Charger    |
| 母 Trillion 1974 黒鹿毛                                      | 母の父Hail to Reason 1958 黒鹿毛                             | Turn-to                                                      | Source Sucree     |                  |
| 母 Trillion 1974 黒鹿毛                                      | 母の父Hail to Reason 1958 黒鹿毛                             | Nothirdchance                                                | Blue Swords       | Blue Swords      |
| 母 Trillion 1974 黒鹿毛                                      | 母の父Hail to Reason 1958 黒鹿毛                             | Nothirdchance                                                | Galla Colors      |                  |
| 母 Trillion 1974 黒鹿毛                                      | 母の母Margarethen 1962 黒鹿毛                                | Tulyar                                                       | Tehran            | Tehran           |
| 母 Trillion 1974 黒鹿毛                                      | 母の母Margarethen 1962 黒鹿毛                                | Tulyar                                                       | Neocracy          |                  |
| 母 Trillion 1974 黒鹿毛                                      | 母の母Margarethen 1962 黒鹿毛                                | Russ-Marie                                                   | Nasrullah         | Nasrullah        |
| 母 Trillion 1974 黒鹿毛                                      | 母の母Margarethen 1962 黒鹿毛                                | Russ-Marie                                                   | Marguery F-No.4-n |                  |